# Tuffi ai campionati mondiali di nuoto 2024 - Piattaforma 10 metri femminile
La competizione dei tuffi dalla piattaforma 10 metri femminile dei campionati mondiali di nuoto 2024 si è svolta il 4 e 5 febbraio 2024 presso il Centro Acquatico Hamad di Doha, in Qatar.
La gara, a cui hanno preso parte 46 tuffatrici provenienti da 32 nazioni, si è svolta in tre turni, in ognuno dei quali l'atleta ha eseguito una serie di cinque tuffi.
La competizione è stata vinta dalla cinese Quan Hongchan, che ha preceduto sul podio la connazionale Chen Yuxi e la britannica Andrea Spendolini-Sirieix.

## Programma
| Data            | Ora   | Turno       |
| --------------- | ----- | ----------- |
| 4 febbraio 2023 | 12:32 | Preliminari |
| 5 febbraio 2023 | 10:02 | Semifinale  |
| 5 febbraio 2023 | 18:32 | Finale      |

## Risultati
| Pos.    | Atleta                               | Nazionalità     | Preliminari | Preliminari | Semifinale      | Semifinale      | Finale          | Finale          |
| Pos.    | Atleta                               | Nazionalità     | Punti       | Pos.        | Punti           | Pos.            | Punti           | Pos.            |
| ------- | ------------------------------------ | --------------- | ----------- | ----------- | --------------- | --------------- | --------------- | --------------- |
| Oro     | Quan Hongchan                        | Cina            | 399.30      | 2           | 405.30          | 2               | 436.25          | 1               |
| Argento | Chen Yuxi                            | Cina            | 435.20      | 1           | 421.85          | 1               | 427.80          | 2               |
| Bronzo  | Andrea Spendolini-Sirieix            | Gran Bretagna   | 344.00      | 3           | 320.10          | 4               | 377.10          | 3               |
| 4       | Kim Mi-rae                           | Corea del Nord  | 295.50      | 11          | 325.20          | 3               | 349.10          | 4               |
| 5       | Sarah Jodoin Di Maria                | Italia          | 319.45      | 4           | 293.75          | 7               | 322.15          | 5               |
| 6       | Lois Toulson                         | Gran Bretagna   | 283.40      | 13          | 273.90          | 11              | 321.60          | 6               |
| 7       | Gabriela Agúndez                     | Messico         | 301.80      | 7           | 311.45          | 6               | 316.30          | 7               |
| 8       | Caeli McKay                          | Canada          | 318.40      | 5           | 273.15          | 12              | 310.05          | 8               |
| 9       | Alejandra Orozco                     | Messico         | 305.70      | 6           | 317.50          | 5               | 291.80          | 9               |
| 10      | Pauline Pfeif                        | Germania        | 267.90      | 17          | 278.20          | 10              | 277.60          | 10              |
| 11      | Else Praasterink                     | Paesi Bassi     | 286.90      | 12          | 285.80          | 9               | 271.10          | 11              |
| 12      | Melissa Wu                           | Australia       | 301.40      | 8           | 293.70          | 8               | 267.10          | 12              |
| 13      | Rin Kaneto                           | Giappone        | 279.75      | 15          | 271.10          | 13              | Non qualificate | Non qualificate |
| 14      | Christina Wassen                     | Germania        | 295.70      | 10          | 266.40          | 14              | Non qualificate | Non qualificate |
| 15      | Maycey Vieta                         | Porto Rico      | 296.50      | 9           | 261.50          | 15              | Non qualificate | Non qualificate |
| 16      | Kim Na-hyun                          | Corea del Sud   | 275.45      | 16          | 250.95          | 16              | Non qualificate | Non qualificate |
| 17      | Sofiya Lyskun                        | Ucraina         | 281.70      | 14          | 249.70          | 17              | Non qualificate | Non qualificate |
| 18      | Maia Biginelli                       | Italia          | 263.25      | 18          | 241.40          | 18              | Non qualificate | Non qualificate |
| 19      | Anisley García                       | Cuba            | 259.90      | 19          | Non qualificate | Non qualificate | Non qualificate | Non qualificate |
| 20      | Katrina Young                        | Stati Uniti     | 259.10      | 20          | Non qualificate | Non qualificate | Non qualificate | Non qualificate |
| 21      | Džeja Patrika                        | Lettonia        | 257.30      | 21          | Non qualificate | Non qualificate | Non qualificate | Non qualificate |
| 22      | Victoria Garza                       | Rep. Dominicana | 253.90      | 22          | Non qualificate | Non qualificate | Non qualificate | Non qualificate |
| 23      | Matsuri Arai                         | Giappone        | 253.20      | 23          | Non qualificate | Non qualificate | Non qualificate | Non qualificate |
| 24      | Daryn Wright                         | Stati Uniti     | 252.35      | 24          | Non qualificate | Non qualificate | Non qualificate | Non qualificate |
| 25      | Kate Miller                          | Canada          | 248.80      | 25          | Non qualificate | Non qualificate | Non qualificate | Non qualificate |
| 26      | Ciara McGing                         | Irlanda         | 243.20      | 26          | Non qualificate | Non qualificate | Non qualificate | Non qualificate |
| 27      | Mikali Dawson                        | Nuova Zelanda   | 237.80      | 27          | Non qualificate | Non qualificate | Non qualificate | Non qualificate |
| 28      | Karina Hlyzhina                      | Ucraina         | 237.00      | 28          | Non qualificate | Non qualificate | Non qualificate | Non qualificate |
| 29      | Pandelela Rinong                     | Malaysia        | 231.15      | 29          | Non qualificate | Non qualificate | Non qualificate | Non qualificate |
| 30      | Cho Eun-bi                           | Corea del Sud   | 230.25      | 30          | Non qualificate | Non qualificate | Non qualificate | Non qualificate |
| 31      | Kim Hui-yon                          | Corea del Nord  | 228.35      | 31          | Non qualificate | Non qualificate | Non qualificate | Non qualificate |
| 32      | Helle Tuxen                          | Norvegia        | 227.70      | 32          | Non qualificate | Non qualificate | Non qualificate | Non qualificate |
| 33      | Elizabeth Miclau                     | Porto Rico      | 225.40      | 33          | Non qualificate | Non qualificate | Non qualificate | Non qualificate |
| 34      | Valeria Antolino                     | Spagna          | 224.90      | 34          | Non qualificate | Non qualificate | Non qualificate | Non qualificate |
| 35      | Nikita Hains                         | Australia       | 223.60      | 35          | Non qualificate | Non qualificate | Non qualificate | Non qualificate |
| 36      | Nicoleta Muscalu                     | Romania         | 209.40      | 36          | Non qualificate | Non qualificate | Non qualificate | Non qualificate |
| 37      | Jade Gillet                          | Francia         | 205.10      | 37          | Non qualificate | Non qualificate | Non qualificate | Non qualificate |
| 38      | Giovanna Pedroso                     | Brasile         | 204.20      | 38          | Non qualificate | Non qualificate | Non qualificate | Non qualificate |
| 39      | Mariana Osorio                       | Colombia        | 199.10      | 39          | Non qualificate | Non qualificate | Non qualificate | Non qualificate |
| 40      | Eszter Kovács                        | Ungheria        | 193.80      | 40          | Non qualificate | Non qualificate | Non qualificate | Non qualificate |
| 41      | Megan Yow                            | Singapore       | 186.40      | 41          | Non qualificate | Non qualificate | Non qualificate | Non qualificate |
| 42      | Malak Tawfik                         | Egitto          | 175.65      | 42          | Non qualificate | Non qualificate | Non qualificate | Non qualificate |
| 43      | Dhavgely Mendoza                     | Venezuela       | 173.25      | 43          | Non qualificate | Non qualificate | Non qualificate | Non qualificate |
| 44      | Nur Eilisha Rania Muhammad Abrar Raj | Malaysia        | 167.55      | 44          | Non qualificate | Non qualificate | Non qualificate | Non qualificate |
| 45      | Palak Sharma                         | India           | 137.60      | 45          | Non qualificate | Non qualificate | Non qualificate | Non qualificate |
| 46      | Alisa Zakaryan                       | Armenia         | 129.70      | 46          | Non qualificate | Non qualificate | Non qualificate | Non qualificate |